# La Naval de Manila

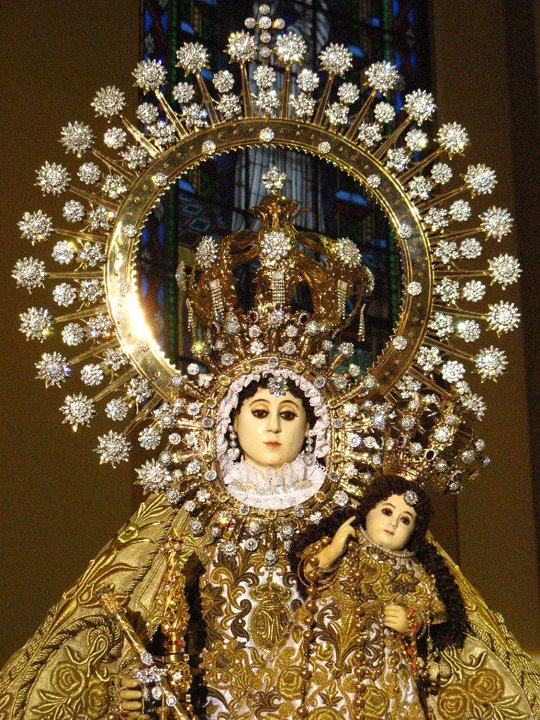
Die La Naval de Manila

La Naval de Manila ist der gebräuchliche, aber verkürzte Name für die Statuette der Our Lady of the Most Holy Rosary of La Naval de Manila (Spanisch: Nuestra Señora del Santísimo Rosario de La Naval de Manila). Sie ist der Maria vom Siege, einem Titel der heiligen Maria, gewidmet und gilt in der Römisch-katholischen Kirche als Schutzpatronin der Hauptstadt der Philippinen Manila, der Soldaten der philippinischen Streitkräfte und der philippinischen Seefahrer. Die Statuette ist in dem nach ihr benannten Heiligenschrein in der Santo-Domingo-Kirche in Quezon City ausgestellt. Sie gilt als einzige Heiligenfigur der Philippinen, deren Gesicht sich nicht an europäischen Vorbildern orientiert, sondern eine Filipina darstellt. Im Jahre 1906 wurde sie in den Kanon der Heiligenverehrung durch den Papst Pius X. aufgenommen und erhielt die mit 24 Diamanten besetzte Heiligenkrone. Am 4. Oktober 2012 wurde sie vom Nationalmuseum der Philippinen zum Nationalen Kulturgut der Philippinen erklärt.

## Wunder der La Naval de Manila
Die spanischen und philippinischen Soldaten, die an den fünf Seeschlachten der La Naval de Manila 1646 teilnahmen, beteten die Nuestra Señora del Santíssimo Rosario in der Alten Santo Domingo Kirche in Intramuros an und baten sie um Beistand und um Unterstützung in den kommenden Seeschlachten. Nach ihrem Erfolg, den die Besatzungen der Schiffe Rosario und Encarnacion der Nuestra Señora del Santíssimo Rosario zuschrieben, wurde der Sieg ihr gewidmet. Im Jahre 1662 wurden die Ereignisse des Jahres 1646 als das Wunder der La Naval de Manila vom Bischof von Manila erklärt.
Weitere Wunder, die der La Naval zugeschrieben werden, waren der erste Erfolg Filipinos während der Philippinischen Revolution und die Besetzung der Hauptstadt Manila 1896. Weiterhin werden mit ihr in Verbindung gebracht die Rückeroberung der Philippinen von der japanischen Besatzung 1944/45 und der Erfolg der friedlichen EDSA-Revolution 1986.

## Geschichte
Die Geschichte der Statuette geht bis auf das Jahr 1593 zurück, als der damalige Gouverneur General Luis Perez Dasmarinas den Kapitän Hernando de los Rios beauftragte, eine Heiligenfigur anfertigen zu lassen. Sie sollte der religiöse Ausdruck für seine Herrschaft auf den Philippinen werden. Die Skulptur wurde der Maria vom Siege in Anlehnung der Verehrung der allerseligsten Jungfrau Maria vom Rosenkranz gewidmet, mit der Papst Pius V. seinen Dank für den Sieg der christlichen Flotte in der Seeschlacht von Lepanto 1571 ausdrücken wollte. Der Name La Naval de Manila spielt dabei auf die spanische Seefahrertradition an und deutet auf den Standort der Statuette. Die Statuette wurde mehrfach im Laufe der Geschichte beschädigt, konnte jedoch immer wieder restauriert werden. So wurde der alte Schrein, die alte Santo-Domingo-Kirche, während der Britischen Invasion der Philippinen 1762 sowie beim Bombardment Manilas Anfang 1942 zerstört und die Figur beschädigt.

## Ausführung der Statuette
Die Statuette wurde von einem chinesischen Künstler angefertigt. Dieser orientierte sich nicht an europäischen Vorbildern, sondern nahm eine Filipina zum Vorbild für die Modellierung der Gesichtszüge. Die Statuette ist 142,24 cm groß und der Körper aus tropischem Hartholz gefertigt. Der Kopf und die Hände sind aus Elfenbein hergestellt worden. Der Künstler beachtete, dass Heiligenfiguren immer überhöht über den Gläubigen aufgestellt werden und deshalb die Augen der La Naval einen leicht nach unten gerichteten Blick haben und so einen direkten Augenkontakt mit dem Gläubigen ermöglichen. Die Kleidung der La Naval entspricht der Kleidung des späten 16. bzw. frühen 17. Jahrhunderts am spanischen Königshof. Im linken Arm trägt die Figur das Christuskind und in der rechten Hand ein Zepter.

## Galerie

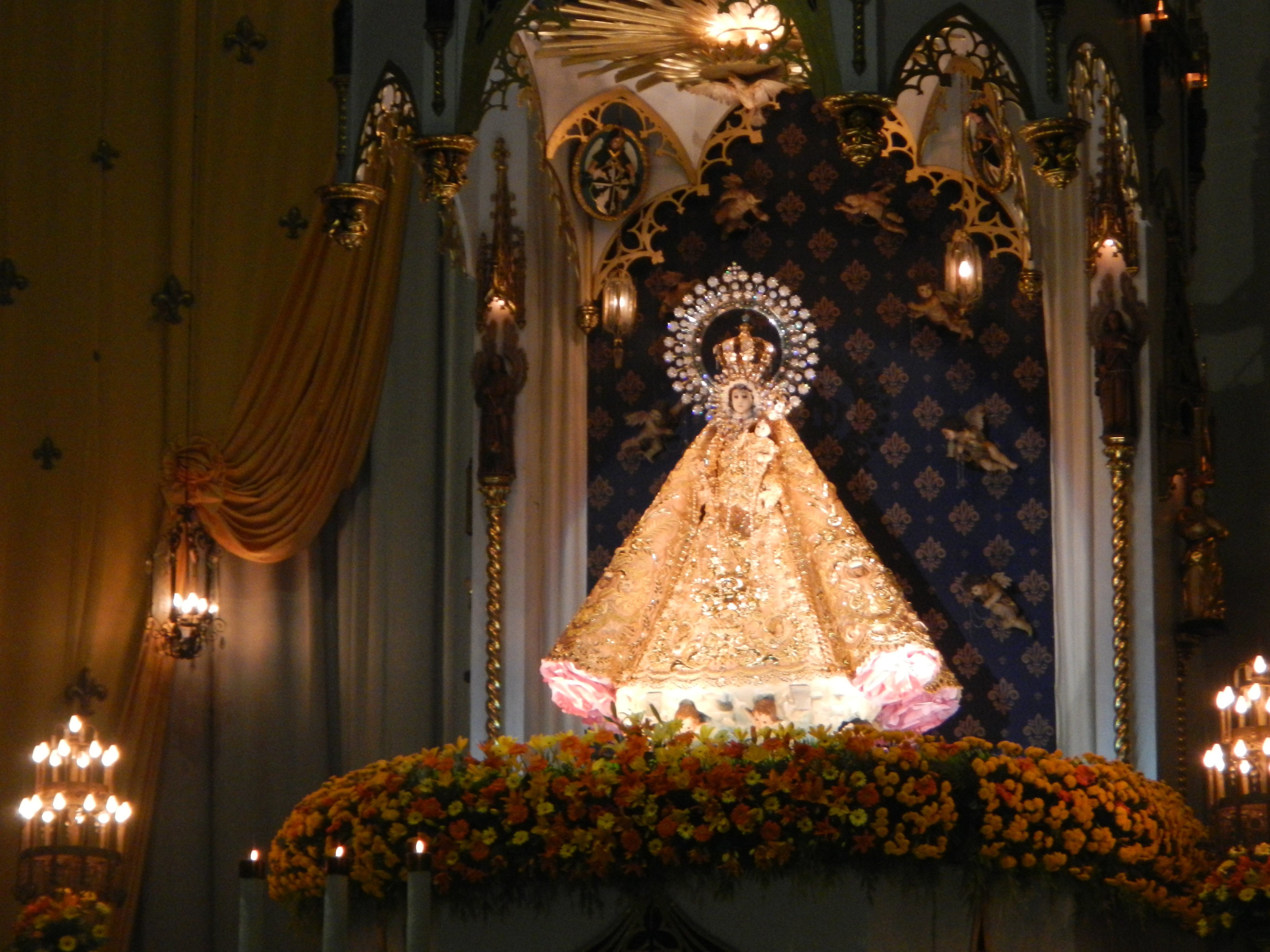
Our Lady of the Most Holy Rosary of La Naval de Manila
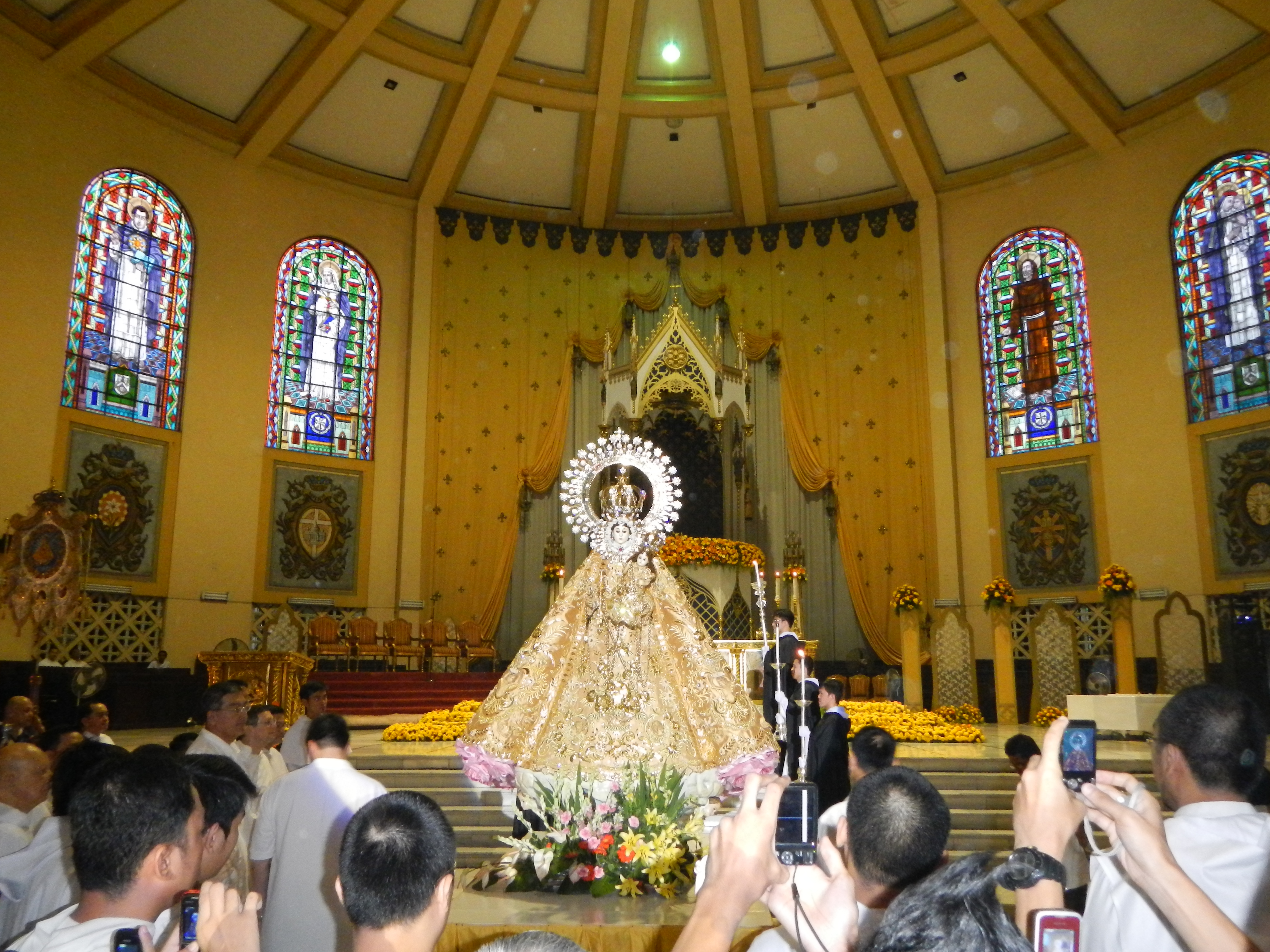
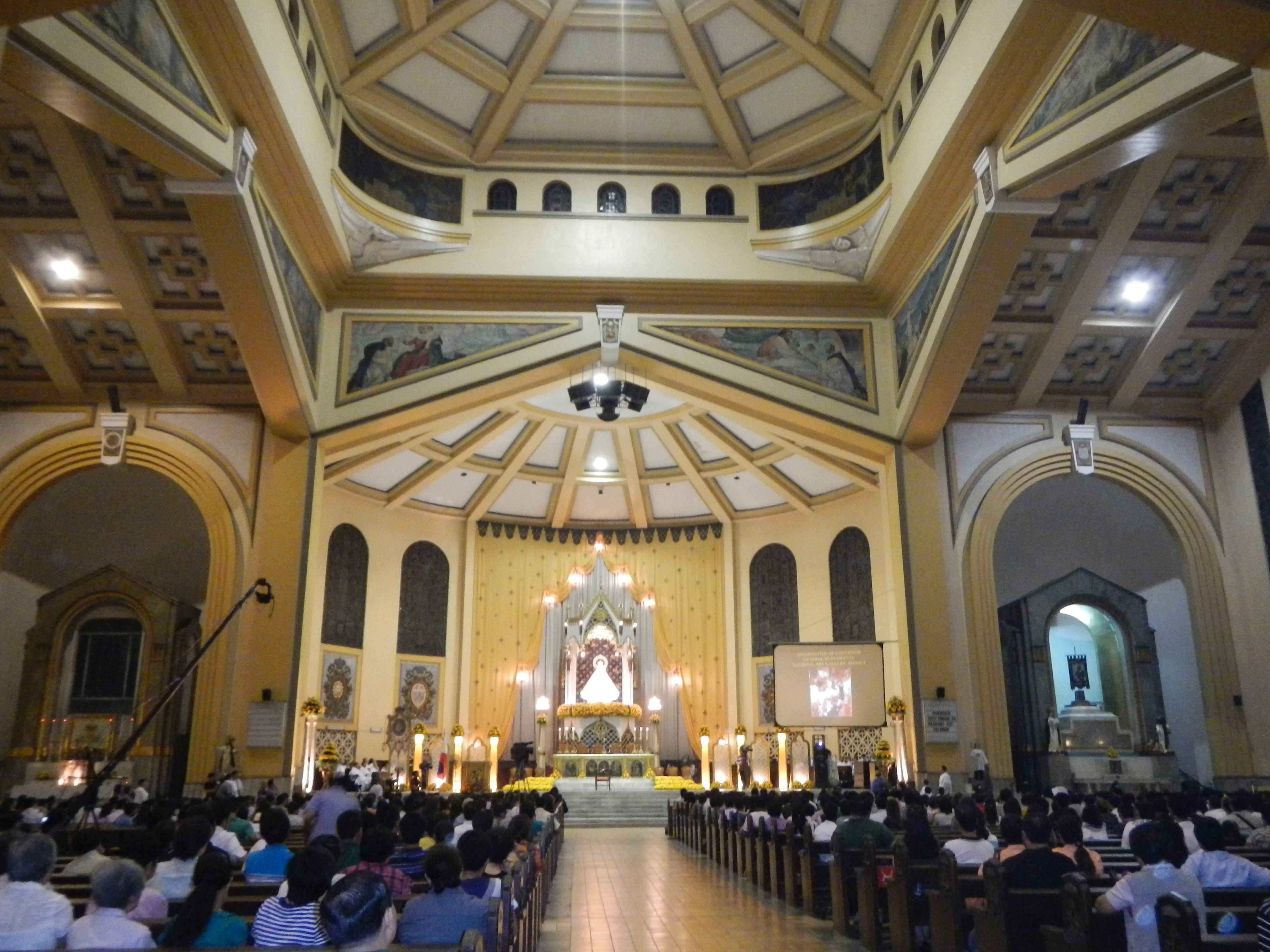
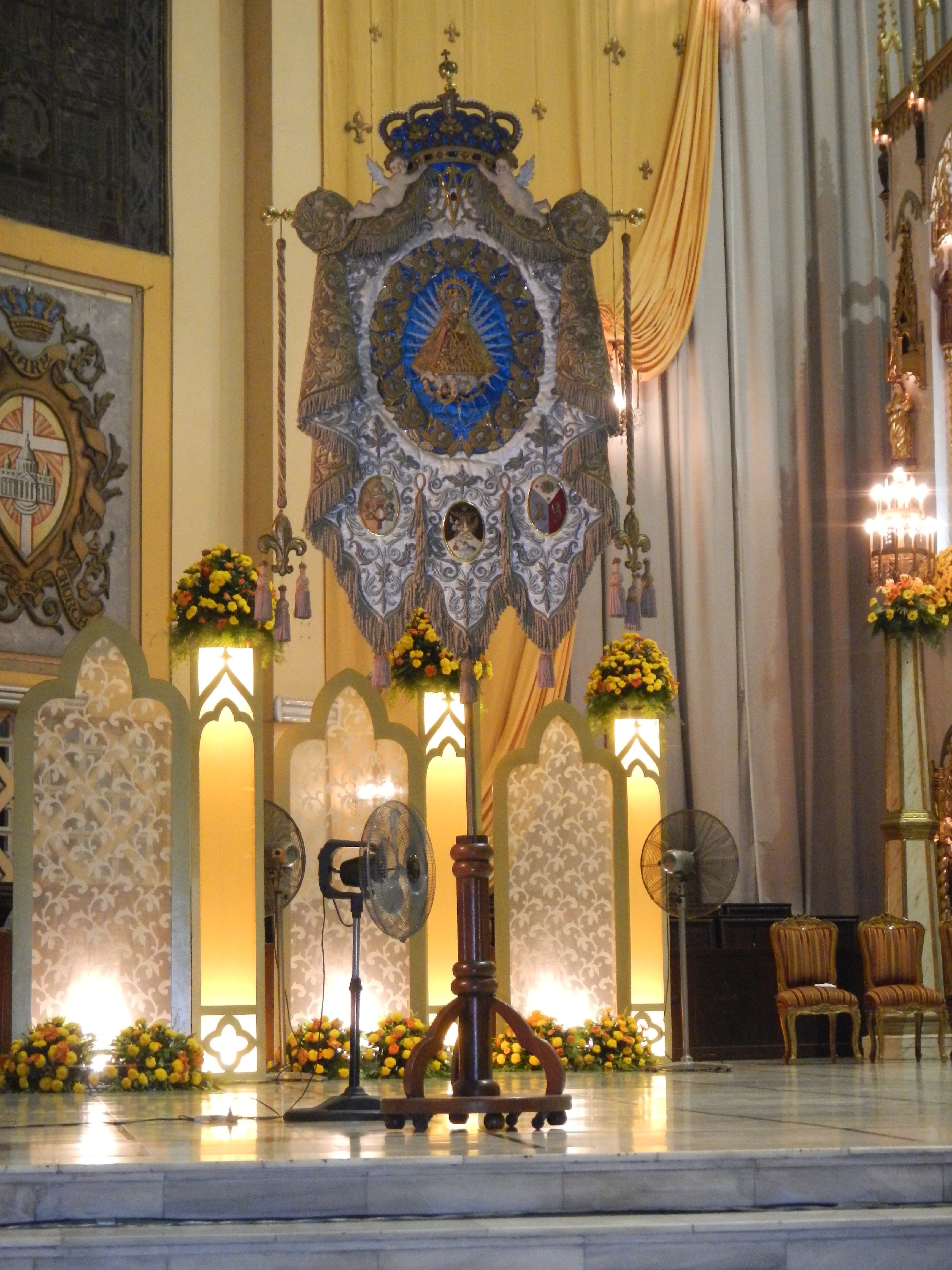
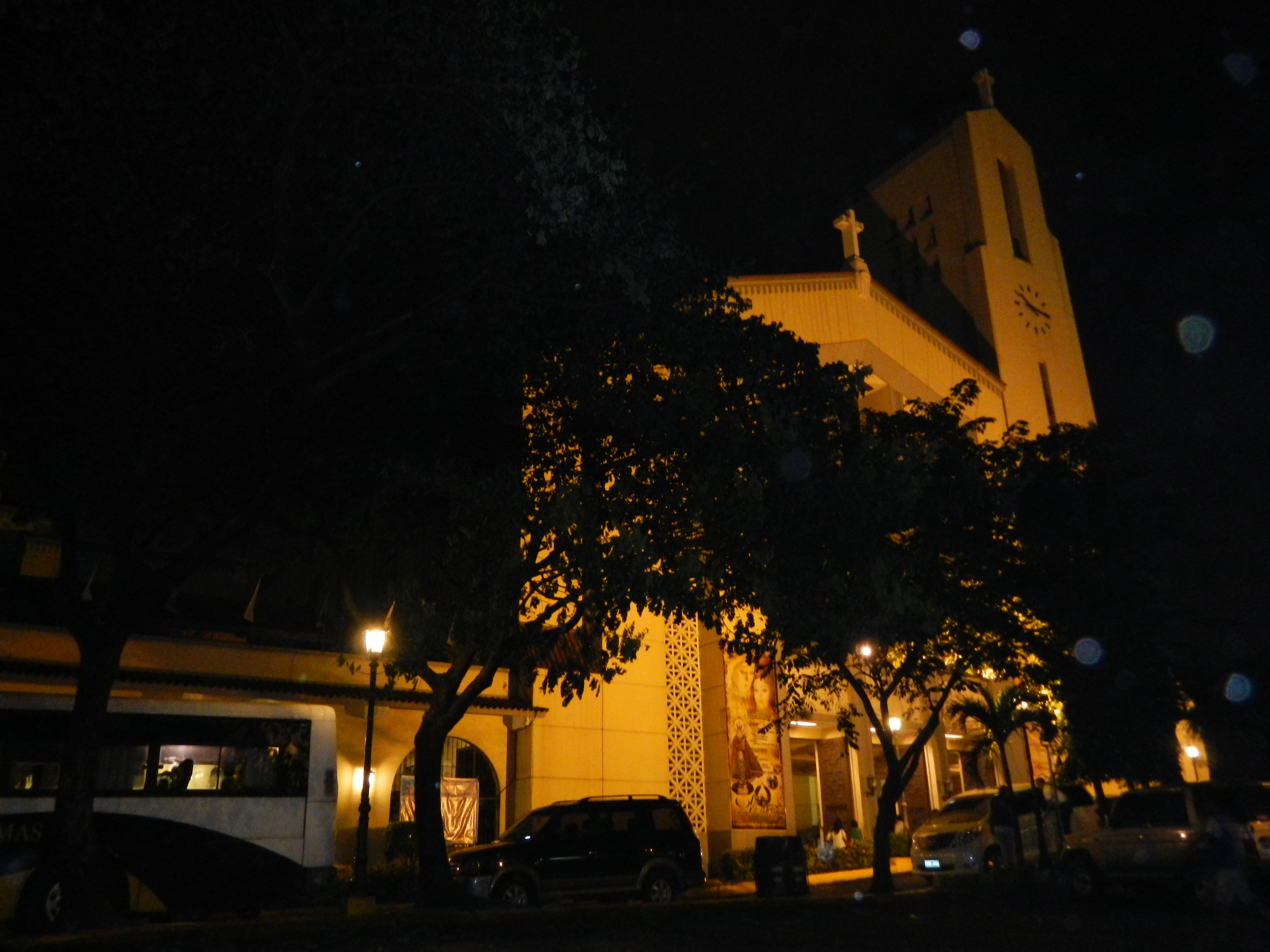